# Brårup (Skive)
 For alternative betydninger, se Brårup. (Se også artikler, som begynder med Brårup)
Brårup er en bydel (tidligere forstad) i Skive. Brårup hørte tidligere til Skive Købstadssogn, men ligger nu i Egeris Sogn.
I 1534 støttede bønderne i Brårup Skipper Clement. Som straf blev deres landsby lagt ind under Skive købstad. Indtil 1950 var Brårup en enklave omgivet af Skive Landsogn.
Den nuværede bebyggelse i Brårup er opstået omkring Brårupgade/Brårupvej. Bydelen har sin egen skole. Det lokale elektricitetsselskab har kontor og lager i Brårup.